# Eleição municipal de Timon em 2012
A eleição municipal de Timon ocorreu em 7 de outubro de 2012 (Primeiro turno para prefeito) para eleger um prefeito, um vice-prefeito e 19 vereadores para administração da cidade. A prefeita era Socorro Waquim, do PMDB, que terminaria seu mandato em 1 de janeiro de 2013. O prefeito eleito foi Luciano Leitoa, do PSB, filho do ex-prefeito Chico Leitoa.

## Resultado da eleição para prefeito
| Candidatos a prefeito | Candidatos a vice-prefeito | Número | Coligação                                                                  | Votos  | Percentual |
| --------------------- | -------------------------- | ------ | -------------------------------------------------------------------------- | ------ | ---------- |
| Luciano Leitoa PSB    | Danisio Sousa PCdoB        | 40     | Unidos por Timon (PSB, PCdoB, PDT, PSDB, PHS, PPL, PRTB, PTC, PSDC)        | 49 250 | 59,93%     |
| Edivar Ribeiro PMDB   | Dalva Sousa PT             | 15     | Para o trabalho continuar (PMDB, PT, PP, DEM, PV, PMN, PTB, PTN, PRP, PSL) | 26 791 | 32,6%      |
| Alexandre Almeida PSD | Irmão Neto PSC             | 55     | Timon, é daqui pra frente (PSD, PSC, PR, PTdoB)                            | 5 233  | 6,37%      |
| Miguel Costa PSOL     | Raimundo Carvalho PSOL     | 50     | PSOL                                                                       | 905    | 1,1%       |